# Eliza Cook
Eliza Cook (24 de diciembre de 1818-23 de septiembre de 1889) fue una escritora y poeta inglesa asociada al movimiento cartista. Era una defensora de la libertad política para las mujeres y creía en la ideología de la superación personal a través de la educación, algo que ella llamaba "subir el nivel". Esto la hizo muy popular entre el público de la clase trabajadora tanto en Inglaterra como en Estados Unidos. 

## Infancia
Eliza Cook era la menor de los once hijos de un brasero (un latonero) que vivía en London Road, Southwark, donde ella nació. Cuando tenía unos nueve años, su padre dejó el negocio y la familia se fue a vivir a una pequeña granja en St. Leonard's Forest, cerca de Horsham. Su madre fomentó la afición de Eliza por la literatura idealista y, a pesar de asistir a la escuela dominical local, de niña fue casi completamente autodidacta. En la Escuela Dominical, el hijo del maestro de música la animó a crear su primer volumen de poesía. Comenzó a escribir versos antes de los quince años, colaborando en el Weekly Dispatch y en el New Monthly, y publicó su primera colección de poesía dos años después. De hecho, algunos de sus poemas más populares, como "I'm afloat" (Estoy a flote) y "Star of Glengarry" (Estrella de Glengarry), los compuso en su niñez.

## Carrera

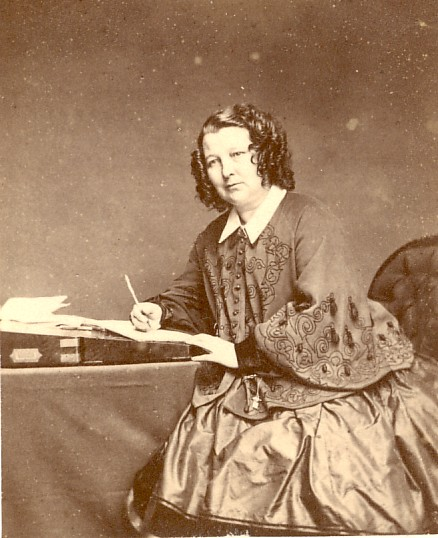
Eliza Cook en su escritorio, c. década de 1860.

El primer volumen de poesía de Cook, Lays of a Wild Harp, apareció en 1835, cuando ella sólo tenía diecisiete años. Alentada por su favorable acogida, comenzó a enviar versos de forma anónima al Weekly Dispatch; Metropolitan Magazine, New Monthly Magazine y a The Literary Gazette.Después de un tiempo, se limitó al radical Weekly Dispatch, donde publicó su primera colaboración bajo la firma "C." el 27 de noviembre de 1836y se convirtió en una habitual de sus páginas durante los siguientes diez años. Su editor era William Johnson Fox y el propietario James Harmer, entonces concejal de Londres. Vivió durante un tiempo en la residencia de Harmer, Ingress Abbey, en Greenhithe, Kent, donde  escribió algunas de sus obras.
El poema de Cook The Old Armchair (1838) hizo de ella un nombre familiar durante una generación, tanto en Inglaterra como en Estados Unidos. En ese año también publicó Melaia y otros poemas.
Su trabajo para Dispatch y New Monthly fue pirateado por el cartista George Julian Harney, para el Northern Star. Familiarizada con el movimiento cartista londinense en sus diversas secciones, siguió a muchos de los radicales más antiguos en su desacuerdo con los O'Brienitas y los O'Connoritas en su desprecio por la derogación de las Leyes del cereal. También prefería la vía del   societarismo y la autoeducación de los antiguos radicales.
De 1849 a 1854 escribió, editó y publicó Eliza Cook's Journal, una publicación semanal que describió como de "util y divertida". La revista se describía como "variada, picante, objetiva, con fines  benévolos y apenas superable" en comparación con otros periódicos de la época. Aunque algunos encontraron consuelo en el trabajo de Cook, la revista duró poco debido a la poca acogida de la mayoría. Tras  una lucha para mantener el periódico a flote y por problemas de salud, la publicación acabó cayendo.
Cook siguió publicando Jottings from my Journal (1860), donde reaparecieron muchos de los contenidos del Journal de Eliza Cook. Esta publicación fue una de las pocas veces que Cook escribió en prosa. Incluía muchos ensayos y bocetos escritos de manera clara y sencilla, que normalmente transmitían una lección moral al lector. Algunos de los ensayos son " sátiras suaves sobre los defectos sociales de sus contemporáneos".
También publicó Nuevos ecos y otros poemas (1864), que no tuvo tanto éxito como sus obras anteriores. A pesar de la falta de interés en sus obras posteriores, Eliza Cook fue un elemento básico de las antologías durante todo el siglo XIX.

## Puntos de vista

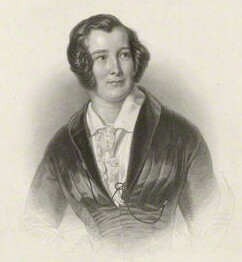
Este retrato de Cook muestra su cabello juvenil y su aspecto varonil. c. década de 1850

Cook era cartista,de "un grupo de reformistas políticos ingleses del siglo XIX que defendían mejores condiciones sociales e industriales para las clases trabajadoras". El objetivo de la poesía cartista es crear un sentido de camaradería entre las personas de una vasta comunidad que se encontraban oprimidas y sufriendo.
En su poema "Una canción para los trabajadores", Cook hace hincapié en la importancia de reducir las horas de trabajo. En este poema compara el trato de los trabajadores con el que recibían los esclavos en Estados Unidos. En otro poema, "Padre nuestro, Cook se pronuncia contra la explotación infantil en esa época y  compara una vez más el trabajo infantil con la esclavitud. También insinúa cómo los niños que realizan trabajos tan vigorosos convierten sus cerebros en "embotados y adormecidos", inmersos en tareas difíciles que no les permiten ser niños.
Junto a estas opiniones, Cook era partidaria de la de la libertad política y sexual de las mujeres y creía en la ideología de la superación personal a través de la educación, algo que ella llamó "subir de nivel". Esto la convirtió en una de las favoritas de la clase trabajadora.
No se sabe mucho sobre la opinión de Cook sobre la sexualidad; sin embargo, a través de especulaciones, algunos investigadores han deducido que Eliza Cook y algunas de sus lectoras eran lesbianas. Sus compañeros la describían  con pelo corto "infantil", un "aspecto varonil" y mencionaban que vestía chaquetas con solapas que dejaban ver la pechera de su camisa y volantes, descrito como "un estilo muy masculino, que se consideraba extraño en la época". " 

## Últimos años

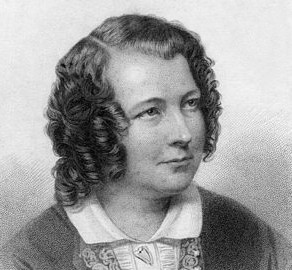
Retrato grabado de Eliza Cook, 1870

Cook fue amiga íntima y amante de la actriz estadounidense Charlotte Cushman.Cook y Cushman a veces usaban vestidos a juego para simbolizar su amistad y "diferencia con las mujeres heterosexuales".
El 18 de junio de 1863, Eliza Cook recibió una pensión de la Lista Civil de 100 libras esterlinas al año.Después sólo publicó unos pocos poemas en el Weekly Dispatch y rápidamente se convirtió en lo que se describió como una "inválida confirmada". A pesar de su pérdida de popularidad, siguió cobrando regalías de sus editores casi hasta el final de su vida.  En el censo de 1870 figura como residente en Beech House, 23 Thornton Hill, Wimbledon, Surrey, junto con una criada, Mary A. Bowles, su hermana Mary Fyall, su sobrino Alfred Pyall, su esposa Harriet y sus hijas Mary y Jane.
La mala salud de Cook le impidió escribir. Después de muchos años de sufrir de forma intermitente, murió en su casa de Beech House el 23 de septiembre de 1890.   El patrimonio personal de Cook ascendía a 5.957 libras esterlinas. Su hermano Charles Cook y su sobrino Alfred, residentes de Beech House, aprobaron su testamento. Está enterrada en la iglesia de Santa María, Wimbledon.

## Obras
- The Fair Rose of Killarney – A Ballad – By Miss Eliza Cook – Music by Stephen Glover (New-York Mirror Saturday 29 junio 1839 pp 32)
- Su artículo "People Who Do Not Like Poetry" (mayo, 1849) puede ser encontrado en el libro A Serious Occupation: Literary Criticism by Victorian Women Writers ISBN 1-55111-350-3.
- Poems (1859, poemas)
- "The Heart That's True" fue musicada en 1857 por el compositor australiano George Tolhurst.[22]